# 경기세계도자비엔날레
경기도자비엔날레(Gyeonggi Ceramics Biennale)는 경기도와 한국도자재단이 주관하여 이천시, 광주시, 여주시를 중심으로 경기도 일원에서 2년마다 열리는 국제도자예술행사이다. 제1회 경기세계도자비엔날레는 2001년 8월 10일부터 10월 28일에 개최되었다. 매회 전 세계 70개국 이상의 도자 예술가들이 참가한다. 기존 경기세계도자비엔날레(Korean International Ceramic Biennale)에서 2024년 경기도자비엔날레(Gyeonggi Ceramics Biennale)로 명칭을 변경했다.

## 경기도자비엔날레 역사
- 2024 제12회 경기도자비엔날레(9월 6일~10월 20일)
- 2021 제11회 경기세계도자비엔날레(10월 1일~11월 28일)
- 2019 제10회 경기세계도자비엔날레(9월 27일~11월 24일)
- 2017 제9회 경기세계도자비엔날레(4월 22일~5월 28일)
- 2015 제8회 경기세계도자비엔날레(4월 24일~5월 31일)
- 2013 제7회 경기세계도자비엔날레(9월 28일~11월 17일)
- 2011 제6회 경기세계도자비엔날레(4월 25일~5월 24일)
- 2009 제5회 경기세계도자비엔날레(8월 4일~9월 30일)
- 2007 제4회 경기세계도자비엔날레(4월 28일~5월 27일)
- 2005 제3회 경기세계도자비엔날레(4월 23일~6월 19일)
- 2003 제2회 경기세계도자비엔날레(9월 10일~10월 30일)
- 2001 제1회 경기세계도자비엔날레(8월 10일~10월 28일)

## 마스코트
경기도자비엔날레의 공식 마스코트는 ‘토야’이다. 반구형 두상으로 귀엽게 생겼으며 흙을 모태로 만들었다.